# Ruben Boumtje-Boumtje
Ruben Bertrand Boumtje-Boumtje (Edéa, 20 mei 1978) is een Kameroens voormalig basketballer

## Carrière
Boumtje-Boumtje speelde collegebasketbal voor de Georgetown Hoyas van 1997 tot 2001. In 2001 werd hij als 50e gekozen door de Portland Trail Blazers. Hij speelde van 2001 tot januari 2004 voor de Blazers. In januari 2004 werd hij geruild naar de Cleveland Cavaliers samen met Jeff McInnis voor Darius Miles. Hij spendeerde er de rest van het seizoen maar speelde niet voor Cleveland. Hij speelde in de zomer in de NBA Summer League voor de Indiana Pacers en Cleveland Cavaliers. In oktober 2004 tekende hij bij de San Antonio Spurs maar zijn contract werd een maand later alweer ontbonden. In 2004 tekende hij bij de Fayetteville Patriots uit de NBA Development League nadat hij door hen gekozen was in de draft in de eerste ronde. Zijn contract werd in november 2004 verbroken maar tekende opnieuw bij hen in december 2004. In 2005 werd hij geselecteerd door in de AAPBL-draft door de Wyoming Golden Eagles maar de competitie ging failliet nog voor de start van het seizoen. Hij tekende in de zomer van 2005 voor de Orlando Magic nadat hij ook voor hen speelde in de NBA Summer League maar zijn contract werd ontbonden voor de start van het seizoen.
Hij tekende daarop bij het Griekse Panellinios BC waar hij een seizoen speelde. Het seizoen erop speelde hij voor het Duitse Alba Berlin. Het seizoen erop tekende hij in november 2007 voor reeksgenoot Baskets Oldenburg als vervanger van de geblesseerde Dan McClintock. Hij speelde bij de club tot in 2010. Het seizoen 2010/11 speelde hij bij Artland Dragons en hij startte het seizoen 2011/12 bij FC Bayern München maar stopte na een paar wedstrijden door een hartaandoening.
Na zijn spelerscarrière keerde hij terug naar de universiteit en haalde een diploma in toegepaste statistiek en daarna werd hij scout bij de Philadelphia 76ers. In 2019 ging hij aan de slag als assistent-algemeen manager van de Delaware Blue Coats en verliet de club in 2020. In januari 2023 werd hij head of league organization van de Basketball Africa League.

## Erelijst
- Duits landskampioen: 2009
- Duitse supercup: 2009

## Statistieken

### Regulier seizoen
| Seizoen  | Team                   | WG | WS | MPW | 2P%  | 3P% | FW%   | RPW | APW | SPW | BPW | PPW |
| -------- | ---------------------- | -- | -- | --- | ---- | --- | ----- | --- | --- | --- | --- | --- |
| 2001/02  | Portland Trail Blazers | 33 | 1  | 7,4 | 40,6 | –   | 52,0  | 1,7 | 0,1 | 0,1 | 0,5 | 1,2 |
| 2002/03  | Portland Trail Blazers | 2  | 0  | 2,5 | 0,0  | –   | –     | 0,5 | 0,5 | 0,5 | 0,0 | 0,0 |
| 2003/04  | Portland Trail Blazers | 9  | 0  | 2,9 | 20,0 | –   | 100,0 | 0,1 | 0,1 | 0,0 | 0,1 | 0,4 |
| Carrière | Carrière               | 44 | 1  | 6,3 | 36,8 | –   | 55,6  | 1,3 | 0,1 | 0,1 | 0,4 | 1,0 |